# Shanghai Indoor Stadium

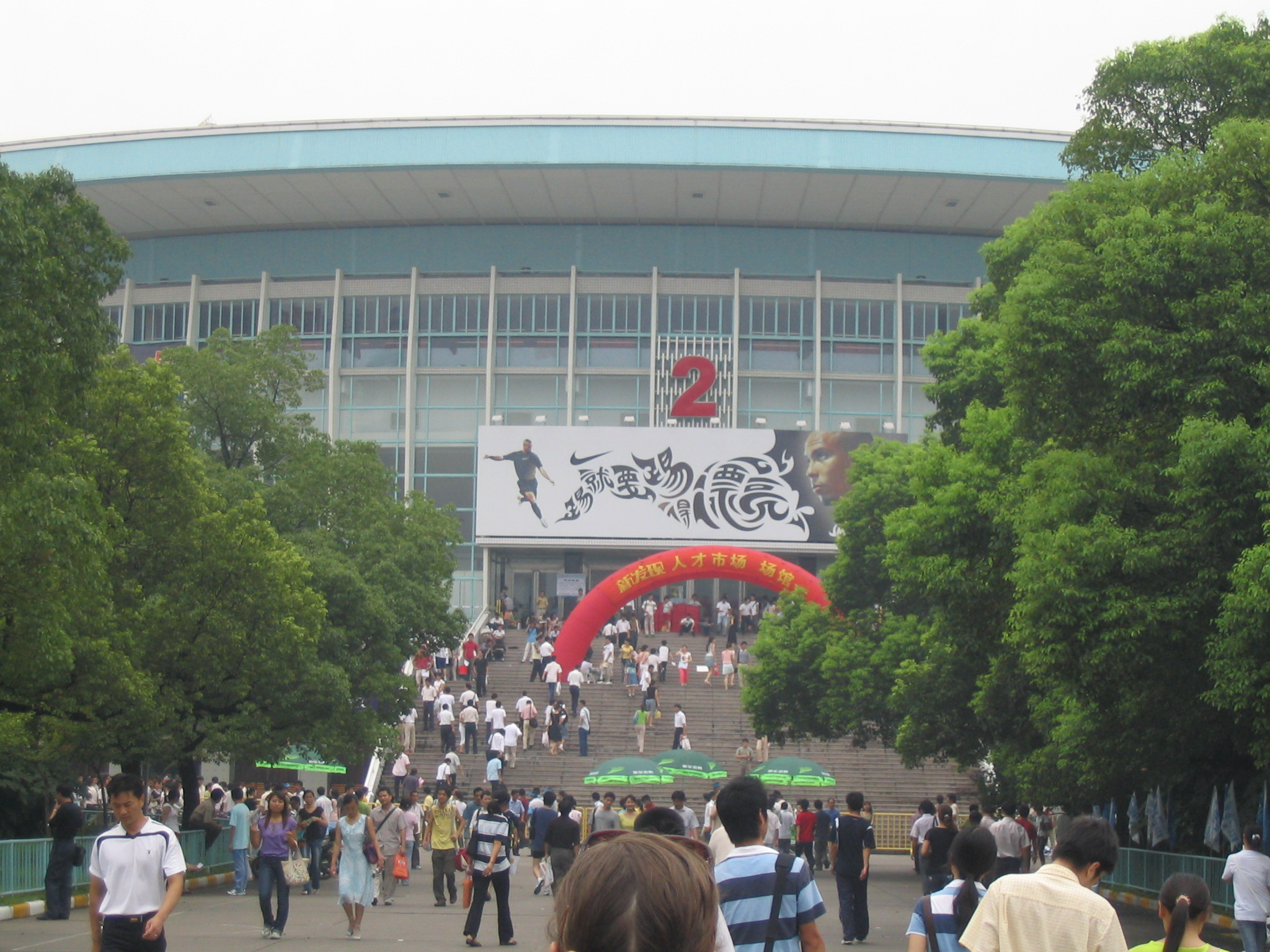
Shangai Indoor Stadium - Xangai, China

Shanghai Indoor Stadium é um ginásio em Xangai, China.